# Wendy Freedman
Wendy Freedman   (Toronto, 17 de juliol de 1957) Wendy Laurel Freedman és una astrònoma canadenca-estatunidenca, coneguda per la mesura de la constant de Hubble, i per ser la directora del Carnegie Observatoris en Pasadena, Califòrnia, i Las Campanas, Xile. Actualment és professora d'astronomia i astrofísica a la Universitat de Chicago.
Els seus principals eixos d'investigació rauen en la cosmologia observacional, fent servir el telescopi espacial Hubble, el telescopi espacial Spitzer i el telescopi Magallanes terrestre. Els seus projectes de recerca s'han centrat fins ara en la mesura de l'expansió de l'univers, actual i passada, i la caracterització de la naturalesa de l'energia fosca, I també les poblacions estel·lars de galàxies la seva evolució.

## Biografia
Des de petita va tenir interès per la ciència i per això va seguir un pla formatiu científic a l'institut. Va decidir estudiar a la Universitat de Toronto, on primer va estudiar biofísica, però va acabar especialitzant-se en astronomia. Va graduar-se el 1979. Va quedar-se a la Universitat de Toronto on va realitzar un Ph.D d'astronomia i astrofísica el 1984. El mateix any va unir-se al Carnegie Observatoris a Pasadena, Califòrnia, com a post-doctorada, on va investigar sobre les variables cefeides. També va ser personal científic de la universitat i tres anys més tard va ser la primera dona amb una posició permanent al Carnegie. El 2003 va ser anomenada al Crawford H. Greenewalt Chair i directora del Carnegie Observatoris.

## Constant de Hubble
Freedman va ser co-líder d'un equip internacional format per 30 astrònomes per dur a terme el Telescopi espacial Hubble Key Project, un programa amb l'objectiu d'establir l'escala de distàncies de l'Univers i mesurar l'índex d'expansió actual, una quantitat coneguda com constant de Hubble. Aquesta constant determina la mida de l'univers visible i és clau per a poder determinar la seva edat. En el transcurs del projecte, l'equip va mesurar les distàncies a 24 galàxies utilitzant les estrelles variables, cefeides, i va mesurar la constant de Hubble utilitzant cinc mètodes independents. Les investigadores del grup que dirigia Freedman van publicar el seu resultat final l'any 2001. L'estudi va proporcionar uns valors de la constant precisos al 10%, resolent el factor que havia estat durant molt de temps en debat.

## Giant Magellan Telescope
Freedman va iniciar el projecte Giant Magellan Telescope (GMT) com a membre de la junta directiva des del 2003 fins al 2015. GMT és un consorci internacional de universitats capdavanteres i institucions científiques per construir un telescopi òptic de 25-metres a Las Campanas Observatori situat als Andes xilens. Consta d'un mirall primari de 24 metres de diàmetre, considerant-se, un cop finalitzada la seva construcció, el telescopi sobre terra més gran del món. El telescopi, ha entrat a la seva fase de construcció i s'espera que estigui en ple funcionament el 2024. Permetrà produir imatges deu vegades més nítides que les obtingudes amb el telescopi espacial Hubble.